# Montclard
Montclard település Franciaországban, Haute-Loire megyében. Lakosainak száma 53 fő (2022. január 1.). Montclard Berbezit, Collat, Connangles, Saint-Didier-sur-Doulon, Saint-Pal-de-Senouire, Saint-Préjet-Armandon és Vals-le-Chastel községekkel határos.

## Népesség
A település népességének változása:
| Lakosok száma | 67   | 67   | 67   | 62   | 61   | 57   | 55   | 54   | 54   | 53   |
|               | 1968 | 1982 | 1990 | 2006 | 2013 | 2015 | 2017 | 2019 | 2020 | 2022 |